# Muralhas de Vitré
‎
As muralhas de Vitré são as fortificações erguidas entre os séculos XIII e XVII para proteger a cidade de Vitré e a Bretanha contra o Reino da França. A cidade estava situada próxima da fronteira com a Bretanha, próxima de Maine, Anjou e Normandia. Abrangem uma área de 8 hectares com 500 m de comprimento e 200 m de largura. As fortificações do século XIII são as mais bem conservadas da Bretanha.

## História
As muralhas foram construídas em 1240 pelo Barão André III e reforçadas com o desenvolvimento da artilharia no século XV.
Vitré era uma cidade protestante, rica e próspera. Mas durante as guerras religiosas, os ataques das ligas católicas destruíram uma parte das torres e muralhas a leste da cidade antiga. Um bastião foi construído em 1591.
As fortificações foram destruídas no século XIX para ligar a cidade velha com o bairro moderno.
Em 1987, o Tour des Claviers foi encontrado durante a construção de um prédio residencial. A cidade velha é classificada como um "local de patrimônio notável" e o bairro da cidade se dedica à renovação desta muralha (Tour de la Bridole). Todas as fortificações foram classificadas como " monumentos históricos " em 15 de janeiro de 2014.